# Estación Río Cuarto Norte
 Río Cuarto del Norte  es una estación ferroviaria ubicada a unos kilómetros mismo nombre, Departamento Río Cuarto, Provincia de Córdoba, República Argentina.

## Servicios
Actualmente, no presta ningún servicio de cargas ni de pasajeros, en la actualidad, dicho apeadero está ubicado en el kilómetro 4,2. El kilometraje comienza a contarse de la estación RIO CUARTO, inicio del ramal.